# Araneus hirsti
Araneus hirsti este o specie de păianjeni din genul Araneus, familia Araneidae, descrisă de Lessert, 1915. Conform Catalogue of Life specia Araneus hirsti nu are subspecii cunoscute.